# Les Mées (Alpi dell'Alta Provenza)
Les Mées ([leˈme]) è un comune francese di 3 711 abitanti situato nel dipartimento delle Alpi dell'Alta Provenza della regione della Provenza-Alpi-Costa Azzurra.

## Les penitents

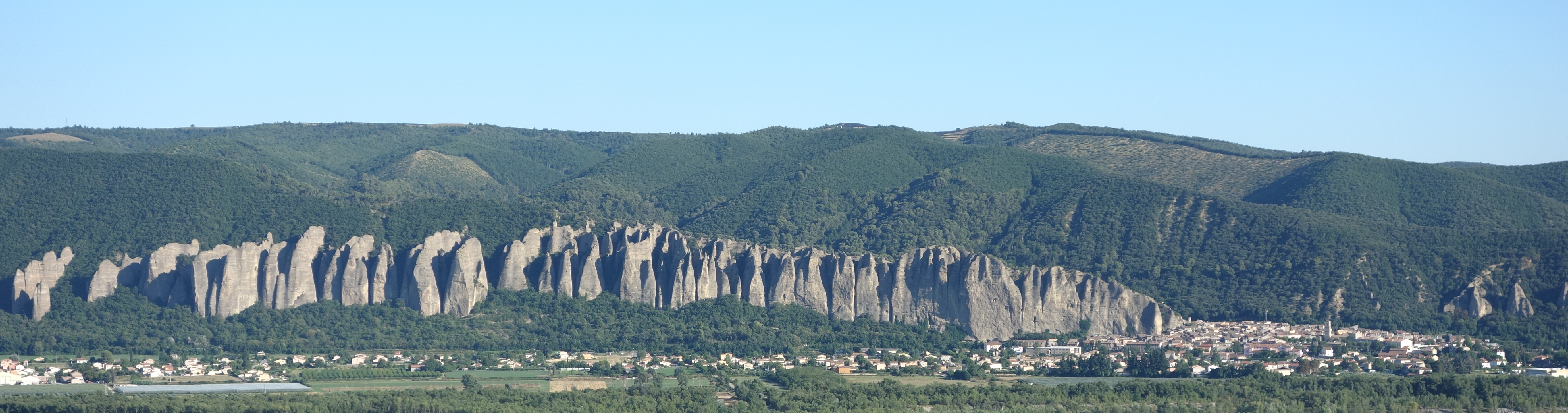
Les penitents e a destra l'abitato di Les Mées

Les penitents (i penitenti), sono una formazione rocciosa presente in questa località, che acqua e vento nel corso dei secoli hanno lavorato dando la vaga forma di monaci incappucciati. Secondo la tradizione furono dei frati pietrificati per aver sedotto donne musulmane durante l'invasione araba.

## Società

### Evoluzione demografica
Abitanti censiti